# (33552) 1999 JN15
1999 JN15 (asteroide 33552) é um asteroide da cintura principal. Possui uma excentricidade de 0.18724690 e uma inclinação de 16.64501º.
Este asteroide foi descoberto no dia 15 de maio de 1999 por CSS em Catalina.